# Hrvoje Barišić
Hrvoje Barišić (ur. 3 lutego 1991 w Splicie) – bośniacki piłkarz chorwackiego pochodzenia, występujący na pozycji środkowego obrońcy lub defensywnego pomocnika w bośniackim klubie Zrinjski Mostar.